# Dirk Nowitzki
Dirk Werner Nowitzki (pronúncia em alemão: [ˈdɪʁk ˈvɛʁnɐ noˈvɪtski]; Wurtzburgo, 19 de junho de 1978) é um ex-basquetebolista alemão que atuava como como ala-pivô. Com 2,13 metros de altura, atuou durante toda a sua carreira pela equipe do Dallas Mavericks, da NBA.
Nowitzki foi selecionado na nona posição no draft de 1998 pelo Milwaukee Bucks e logo foi trocado por Robert Traylor, eventual sexta escolha da equipe do Dallas no draft. O alemão atualmente é um jogador reconhecido internacionalmente como um dos melhores da história da NBA. A prova disso é que em 2021, foi homenageado como um dos 75 maiores jogadores da história da liga.
Por ser muito alto, polivalente e especialista nos arremessos de três pontos, Dirk Nowitzki foi considerado um dos jogadores mais perigosos de NBA, pois podia pontuar facilmente tanto dentro quanto fora do garrafão. Já é quase unanimidade entre especialistas, jogadores e técnicos a sua adesão para o Hall da Fama do Basquetebol. O alemão foi o responsável por popularizar uma jogada conhecida como "One Leg Fadeaway", que ele usava como ninguém. Por conta disso e de todos os feitos acima citados, no entender de Matheus Zucchetto, da ESPN Brasil, "não há dúvidas de que Dirk Nowitzki foi o maior estrangeiro a jogar na NBA".
Em maio de 2007, tornou-se o primeiro europeu a ganhar o prêmio de jogador mais valioso (MVP) pelos Dallas Mavericks. O ala-pivô foi escolhido como MVP da temporada 2006–07. Além disso, Nowitzki é o jogador europeu com maior número de pontos na liga norte-americana.

## Carreira

### Início na Alemanha
Dirk vem de uma família de atletas. Seu pai, Jörg-Werner, era jogador de handball, enquanto sua mãe, Helga, jogava basquete pela equipe nacional alemã feminina, do qual sua irmã também fez parte. Por conta dessa influência, Nowitzki entrou cedo na vida esportiva, jogando o esporte do pai, handball e também tênis. Mas, por ser considerado uma aberração de altura para sua idade, Dirk partiu para o basquete.
Em seu primeiro time, o DJK Würzburg, Dirk já chamava atenção e acabou sendo observado pelo ex-jogador de basquete alemão, Holger Geschwinder. Ao perceber o grande talento do garoto de apenas 15 anos, Geschwinder se ofereceu para treiná-lo algumas vezes por semana. O ex-jogador alemão deu ênfase no treino de chutes e passes, que se tornaram, de fato, armas muito fortes de Dirk. É interessante citar que Holger Geschwinder, mais tarde, incentivou Dirk a aprender um instrumento musical e a muitas leituras, e Dirk assume que, atualmente, seus maiores passatempos são tocar saxofone e ler 
Dirk fez parte de muitas faculdades diferentes, incluindo a de Pensilvânia. Porém, seu sonho parecia distante, pois esteve vinculado ao serviço civil na Alemanha, ficando nas Forças Armadas de setembro de 1997 a junho de 1998, quando só podia jogar basquete profissional nos fins-de-semana.
Sua carreira do basquete parecia confinada à Europa, até que uma equipe de estrelas americanas de NBA jogou contra a equipe alemã em setembro de 1997, sendo observado finalmente por diversos jogadores norte-americanos, incluindo Charles Barkley e Scottie Pippen. Durante o jogo, Nowitzki enterrou em cima de Barkley, que percebeu o futuro superstar que estava por vir e ofereceu "qualquer quantidade de dinheiro para o jovem ir à América e jogar para a equipe da faculdade de Charles, a universidade de Auburn"[carece de fontes?]. Mas Nowitzki recusou, optando por permanecer na Alemanha, devido à continuidade de seu serviço militar. Em março de 1998, Nowitzki ganhou finalmente o reconhecimento internacional quando marcou 33 pontos e pegou 14 rebotes no Nike Hoop Summit, em San Antonio, Texas, conduzido sua equipe à vitória sobre a equipe de juniores dos EUA.

## Entrada na NBA

### Primeiros anos
Quando Nowitzki se inscreveu para o draft de 1998 da NBA, Rick Pitino prometeu que o selecionaria em sua décima escolha, o que o levaria para o Boston Celtics. Mas os Mavericks o escolheram antes que o Celtics pudesse fazê-lo. Embora Nowitzki tenha sido escolhido pelo Bucks, já existia um acordo entre a equipe de Milwakee e a de Dallas. O time de Texas saiu ganhando, pois nessa pré-temporada, após adquirir Dirk, em uma troca levaram para seu plantel a também promessa Steve Nash, juntando peças que se completavam. Embora o Mavericks acreditassem e indicassem abertamente que Nowitzki seria o rookie (melhor novato) do ano para a temporada 1998–99, tal não ocorreu.

### O auge

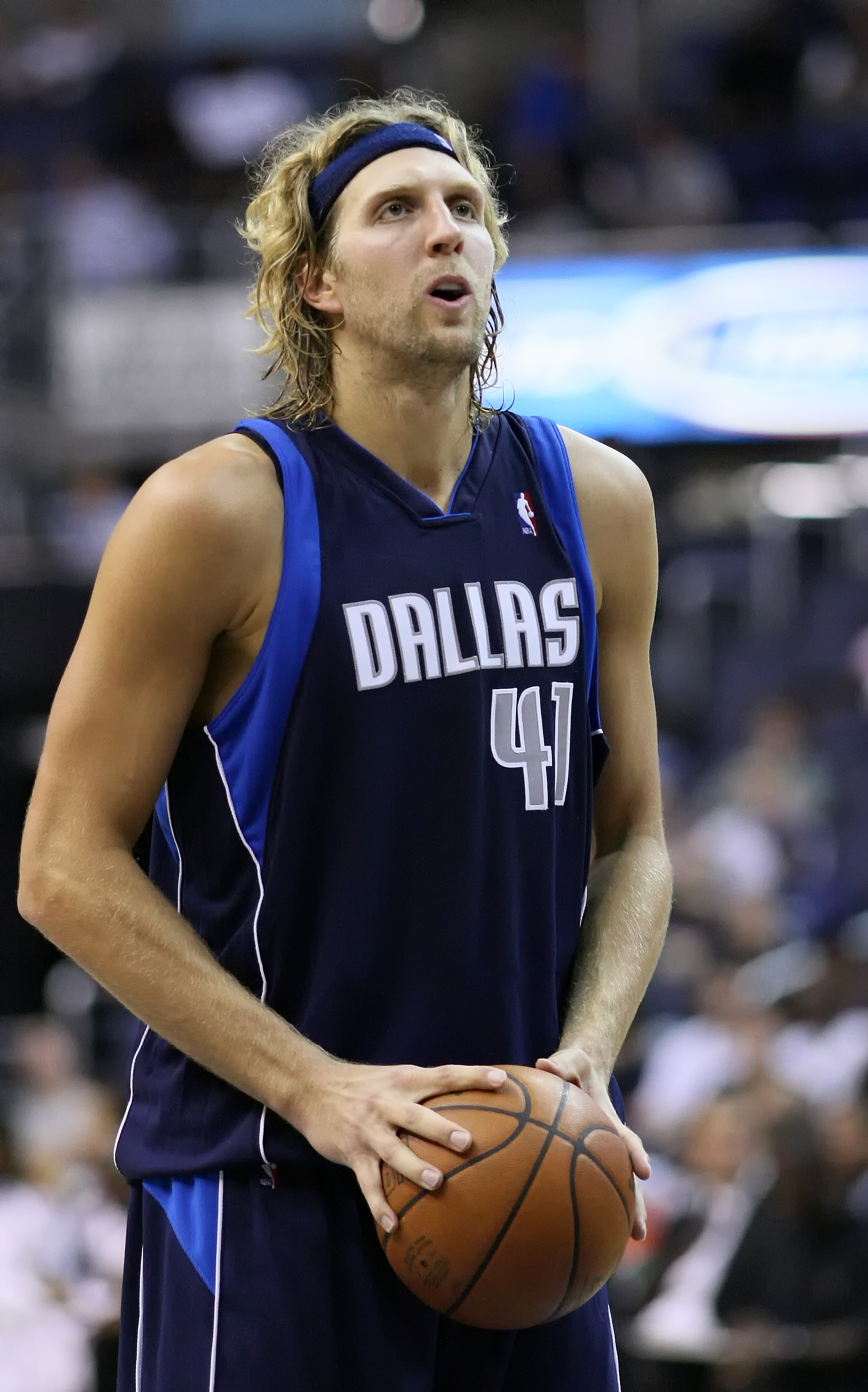
Dirk Nowitzki em 2009

Passada a frustração, o seu jogo começou a fluir na temporada 1999–2000, na qual teve uma contagem média de 17,5 pontos por partida. Isso junto com sua média de 6,5 rebotes e de diversas outras melhorias notáveis em seu jogo como um todo. Continuou a melhorar seu jogo e na temporada 2000–01 foi nomeado para o All-NBA team, fazendo parte da terceira equipe.
Na temporada 2001–02, elevou sua média de pontos por jogo para 23, obtendo uma média de nove rebotes por o jogo. Nessa temporada, foi selecionado para o All-Star Game, e de novo para o All-NBA Team, dessa vez fazendo parte da segunda equipe. Também integrou a equipe nacional alemã, ajudando a conquistar o terceiro lugar no Campeonato Mundial da FIBA. Continuou a jogar durante todas as temporadas de 2002–03 e 2003–04 com os Mavericks, apesar de uma contusão no tornozelo que não curava completamente.
Durante a temporada 2003–04, obteve uma média de 21,8 pontos por jogo. Já na temporada 2004–05, imaginava-se que o jogo de Nowitzki sofreria quando seu parceiro na quadra, Steve Nash, saiu dos Mavericks e se transferiu para o Phoenix Suns. No entanto, Nowitzki surpreendeu a todos quando seu jogo total melhorou drasticamente. Durante essa temporada, jogou acima das expectativas, chegando a quebrar seu recorde pessoal quando marcou 53 pontos numa partida que foi aos acréscimos contra o Houston Rockets. Durante a temporada 2004–05, foi nomeado outra vez ao All-Star Game, mas desta vez foi titular, assim transformando-se o primeiro jogador na história do All-Star Game que nunca jogou por uma High School ou em uma faculdade dos EUA.

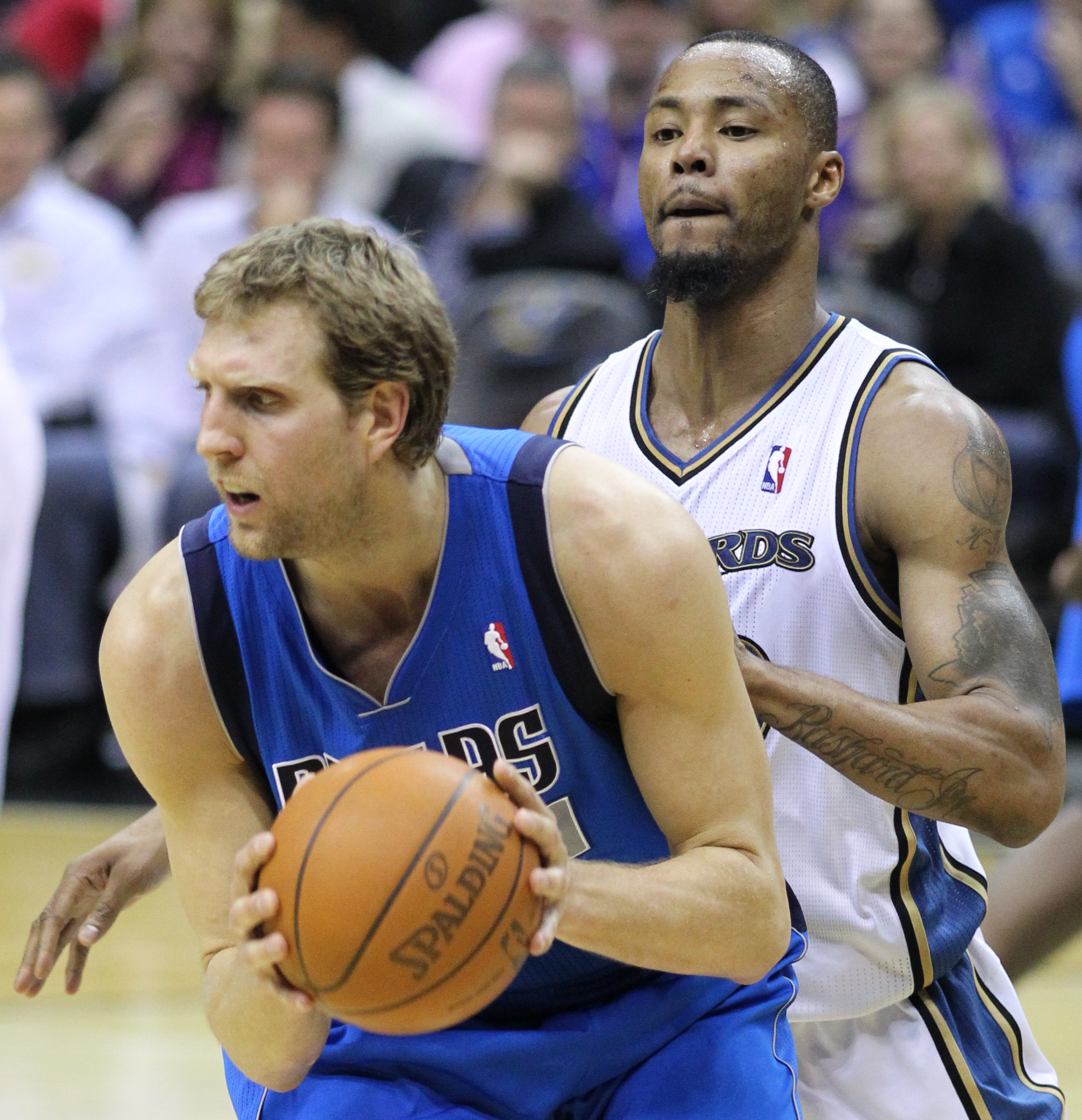
Nowitzki sendo marcado por Rashard Lewis em 2011

Mesmo durante toda a temporada 2005–06, Nowitzki continuou evoluindo tanto nos pontos como nos rebotes, fazendo melhorias em cada aspecto de seu jogo , e recompensado com a classificação dos Mavs para a final da NBA contra o Miami Heat de Dwayne Wade e Shaquille O'Neal, os Mavs tinham tudo para serem Campeões daquela temporada, depois de abrirem 2 a 0 na série, Dallas tomou uma virada incrível e acabaram vendo a equipe de Wade comemorando, aqui começava a fama do Dallas Mavericks e Dirk Nowitzki de serem "Amarelões". Já na temporada 2006–07, Dirk entrou para a história ao liderar o Dallas à incrível campanha de 67 vitórias e 15 derrotas. Além disso, foi o primeiro jogador europeu a receber o prêmio de MVP, jogador mais valioso da temporada. Durante a temporada, o alemão teve um aproveitamento de 50% nos arremessos de quadra, 42% de aproveitamento nos arremessos de três pontos, e 90% de aproveitamento nos lances livres, entrando para o seleto grupo 50–40–90 club. Mas, isso não foi o suficiente. O que era para ser motivo de festa, virou apenas um prêmio de consolação para o Alemão, que viu seu time derrotado pelo Golden State Warriors o 8° colocado daquele ano, 4-2 e a fama do Dallas e de Nowitzki serem "Amarelões " aumentava. Em 2008, liderou a seleção da Alemanha aos jogos Olímpicos de Pequim, feito que o basquete masculino do país não alcançava desde 1992, nas Olimpíadas de Barcelona. Além de classificar a Alemanha para a principal competição esportiva do planeta, Dirk foi o porta-bandeira da delegação alemã. Mas em 2011 a fama de amarelão finalmente acabou com o título da temporada, em uma vitória de 4-2 em cima do Miami Heat vingando o vice de 2005–06 e ainda foi nomeado o melhor jogador das finais, colocando mais um troféu em sua galeria.

### Aposentadoria
Depois de 21 temporadas vestindo apenas a camisa do Dallas Mavericks, Nowitzki anunciou a aposentadoria no dia 10 de abril de 2019, aos 40 anos de idade.

## Estatísticas na NBA
| † | Campeão da temporada da NBA |
|   | MVP da temporada regular    |

### Temporada regular
| Ano      | Equipe   | PJ    | PT    | MPJ  | AP   | 3P   | LL   | RT  | AS  | BR  | TO  | PPJ  |
| -------- | -------- | ----- | ----- | ---- | ---- | ---- | ---- | --- | --- | --- | --- | ---- |
| 1998–99  | Dallas   | 47    | 24    | 20.4 | .405 | .206 | .773 | 3.4 | 1.0 | 0.6 | 0.6 | 8.2  |
| 1999–00  | Dallas   | 82    | 81    | 35.8 | .461 | .379 | .830 | 6.5 | 2.5 | 0.8 | 0.8 | 17.5 |
| 2000–01  | Dallas   | 82    | 82    | 38.1 | .474 | .387 | .838 | 9.2 | 2.1 | 1.0 | 1.2 | 21.8 |
| 2001–02  | Dallas   | 76    | 76    | 38.0 | .477 | .397 | .853 | 9.9 | 2.4 | 1.1 | 1.0 | 23.4 |
| 2002–03  | Dallas   | 80    | 80    | 39.0 | .463 | .379 | .881 | 9.9 | 3.0 | 1.4 | 1.0 | 25.1 |
| 2003–04  | Dallas   | 77    | 77    | 37.9 | .462 | .341 | .877 | 8.7 | 2.7 | 1.2 | 1.4 | 21.8 |
| 2004–05  | Dallas   | 78    | 78    | 38.7 | .459 | .399 | .869 | 9.7 | 3.1 | 1.2 | 1.5 | 26.1 |
| 2005–06  | Dallas   | 81    | 81    | 38.1 | .480 | .406 | .901 | 9.0 | 2.8 | 0.7 | 1.0 | 26.6 |
| 2006–07  | Dallas   | 78    | 78    | 36.2 | .502 | .416 | .904 | 8.9 | 3.4 | 0.7 | 0.8 | 24.6 |
| 2007–08  | Dallas   | 77    | 77    | 36.0 | .479 | .359 | .879 | 8.6 | 3.5 | 0.7 | 0.9 | 23.6 |
| 2008–09  | Dallas   | 81    | 81    | 37.7 | .479 | .359 | .890 | 8.4 | 2.4 | 0.8 | 0.8 | 25.9 |
| 2009–10  | Dallas   | 81    | 80    | 37.5 | .481 | .421 | .915 | 7.7 | 2.7 | 0.9 | 1.0 | 25.0 |
| 2010–11  | Dallas†  | 73    | 73    | 34.3 | .517 | .393 | .892 | 7.0 | 2.6 | 0.5 | 0.6 | 23.0 |
| 2011–12  | Dallas   | 62    | 62    | 33.5 | .457 | .368 | .896 | 6.8 | 2.2 | 0.7 | 0.5 | 21.6 |
| 2012–13  | Dallas   | 53    | 47    | 31.3 | .471 | .414 | .860 | 6.8 | 2.5 | 0.7 | 0.7 | 17.3 |
| 2013–14  | Dallas   | 80    | 80    | 32.9 | .497 | .398 | .899 | 6.2 | 2.7 | 0.9 | 0.6 | 21.7 |
| 2014–15  | Dallas   | 77    | 77    | 29.6 | .459 | .380 | .882 | 5.9 | 1.9 | 0.5 | 0.4 | 17.3 |
| 2015–16  | Dallas   | 75    | 75    | 31.5 | .448 | .368 | .893 | 6.5 | 1.8 | 0.7 | 0.7 | 18.3 |
| 2016–17  | Dallas   | 54    | 54    | 26.4 | .437 | .378 | .875 | 6.5 | 1.5 | 0.6 | 0.7 | 14.2 |
| 2017–18  | Dallas   | 77    | 77    | 24.7 | .456 | .409 | .898 | 5.7 | 1.6 | 0.6 | 0.6 | 12.0 |
| 2018–19  | Dallas   | 51    | 20    | 15.6 | .359 | .312 | .780 | 3.1 | 0.7 | 0.2 | 0.4 | 7.3  |
| Carreira | Carreira | 1,522 | 1,460 | 33.8 | .471 | .380 | .879 | 7.5 | 2.4 | 0.8 | 0.8 | 20.7 |
| All-Star | All-Star | 13    | 2     | 17.1 | .434 | .226 | .875 | 4.0 | 1.2 | 0.8 | 0.4 | 8.7  |

### Playoffs
|  | MVP das finais |

| Ano      | Equipe   | PJ  | PT  | MPJ  | AP   | 3P   | LL   | RT   | AS  | BR  | TO  | PPJ  |
| -------- | -------- | --- | --- | ---- | ---- | ---- | ---- | ---- | --- | --- | --- | ---- |
| 2000–01  | Dallas   | 10  | 10  | 39.9 | .423 | .283 | .883 | 8.1  | 1.4 | 1.1 | 0.8 | 23.4 |
| 2001–02  | Dallas   | 8   | 8   | 44.6 | .445 | .571 | .878 | 13.1 | 2.3 | 2.0 | 0.8 | 28.4 |
| 2002–03  | Dallas   | 17  | 17  | 42.5 | .479 | .443 | .912 | 11.5 | 2.2 | 1.2 | 0.9 | 25.3 |
| 2003–04  | Dallas   | 5   | 5   | 42.4 | .450 | .467 | .857 | 11.8 | 1.4 | 1.4 | 2.6 | 26.6 |
| 2004–05  | Dallas   | 13  | 13  | 42.4 | .402 | .333 | .829 | 10.1 | 3.3 | 1.4 | 1.6 | 23.7 |
| 2005–06  | Dallas   | 23  | 23  | 42.7 | .468 | .343 | .895 | 11.7 | 2.9 | 1.1 | 0.6 | 27.0 |
| 2006–07  | Dallas   | 6   | 6   | 39.8 | .383 | .211 | .840 | 11.3 | 2.3 | 1.8 | 1.3 | 19.7 |
| 2007–08  | Dallas   | 5   | 5   | 42.2 | .473 | .333 | .808 | 12.0 | 4.0 | 0.2 | 1.4 | 26.8 |
| 2008–09  | Dallas   | 10  | 10  | 39.5 | .518 | .286 | .925 | 10.1 | 3.1 | 0.9 | 0.8 | 26.8 |
| 2009–10  | Dallas   | 6   | 6   | 38.8 | .547 | .571 | .952 | 8.2  | 3.0 | 0.8 | 0.7 | 26.7 |
| 2010–11  | Dallas†  | 21  | 21  | 39.3 | .485 | .460 | .941 | 8.1  | 2.5 | 0.6 | 0.6 | 27.7 |
| 2011–12  | Dallas   | 4   | 4   | 38.5 | .442 | .167 | .905 | 6.3  | 1.8 | 0.8 | 0.0 | 26.8 |
| 2013–14  | Dallas   | 7   | 7   | 37.6 | .429 | .083 | .806 | 8.0  | 1.6 | 0.9 | 0.9 | 19.1 |
| 2014–15  | Dallas   | 5   | 5   | 36.2 | .452 | .235 | .929 | 10.2 | 2.4 | 0.4 | 0.4 | 21.2 |
| 2015–16  | Dallas   | 5   | 5   | 34.0 | .494 | .364 | .941 | 5.0  | 1.6 | 0.4 | 0.6 | 20.4 |
| Carreira | Carreira | 145 | 145 | 40.7 | .462 | .365 | .892 | 10.0 | 2.5 | 1.0 | 0.9 | 25.3 |

## Prêmios e homenagens
National Basketball Association (NBA)
- Campeão da NBA: 2010–11
- NBA Finals Most Valuable Player (MVP das Finais): 2011
- NBA Most Valuable Player (MVP): 2007
- NBA Teammate of the Year: 2017
- NBA Three-Point Contest Champion: 2006
- 50–40–90 club: 2007
- 14x NBA All-Star Game: 2002, 2003, 2004, 2005, 2006, 2007, 2008, 2009, 2010, 2011, 2012, 2014, 2015 e 2019
- 12x All-NBA Team:
  - Primeiro Time: 2005, 2006, 2007 e 2009
  - Segundo Time: 2002, 2003, 2008, 2010 e 2011
  - Terceiro Time: 2001, 2004 e 2012

Outras honrarias
- Governo Alemão - Folha de Prata: 2011
- ESPY - Melhor Atleta Masculino: 2011
- ESPY - Melhor Jogador da NBA: 2011